# Norwalk (Wisconsin)
Norwalk és una població dels Estats Units a l'estat de Wisconsin. Segons el cens del 2000 tenia 653 habitants.

## Demografia
Segons el cens del 2000, Norwalk tenia 653 habitants, 219 habitatges, i 148 famílies. La densitat de població era de 240,1 habitants per km².
Dels 219 habitatges en un 32% hi vivien nens de menys de 18 anys, en un 50,7% hi vivien parelles casades, en un 7,8% dones solteres, i en un 32,4% no eren unitats familiars. En el 27,9% dels habitatges hi vivien persones soles el 17,4% de les quals corresponia a persones de 65 anys o més que vivien soles. El nombre mitjà de persones vivint en cada habitatge era de 2,98 i el nombre mitjà de persones que vivien en cada família era de 3,46.
Per edats la població es repartia de la següent manera: un 29,7% tenia menys de 18 anys, un 12,1% entre 18 i 24, un 29,6% entre 25 i 44, un 13,5% de 45 a 60 i un 15,2% 65 anys o més.
L'edat mediana era de 30 anys. Per cada 100 dones de 18 o més anys hi havia 120,7 homes.
La renda mediana per habitatge era de 32.143 $ i la renda mediana per família de 39.583 $. Els homes tenien una renda mediana de 22.969 $ mentre que les dones 17.344 $. La renda per capita de la població era de 13.097 $. Aproximadament l'11,4% de les famílies i el 16,6% de la població estaven per davall del llindar de pobresa.

## Poblacions més properes
El següent diagrama mostra les poblacions més properes.